# گولد (ویرجینیای غربی)
گولد (به انگلیسی: Gould) یک منطقهٔ مسکونی در ایالات متحده آمریکا است که در شهرستان آپشور، ویرجینیای غربی واقع شده‌است. گولد ۴۴۲٫۸۸ متر بالاتر از سطح دریا واقع شده‌است.